# Lepanthes calodictyon
Lepanthes calodictyon är en orkidéart som beskrevs av William Jackson Hooker. Lepanthes calodictyon ingår i släktet Lepanthes och familjen orkidéer. Inga underarter finns listade i Catalogue of Life.

## Bildgalleri

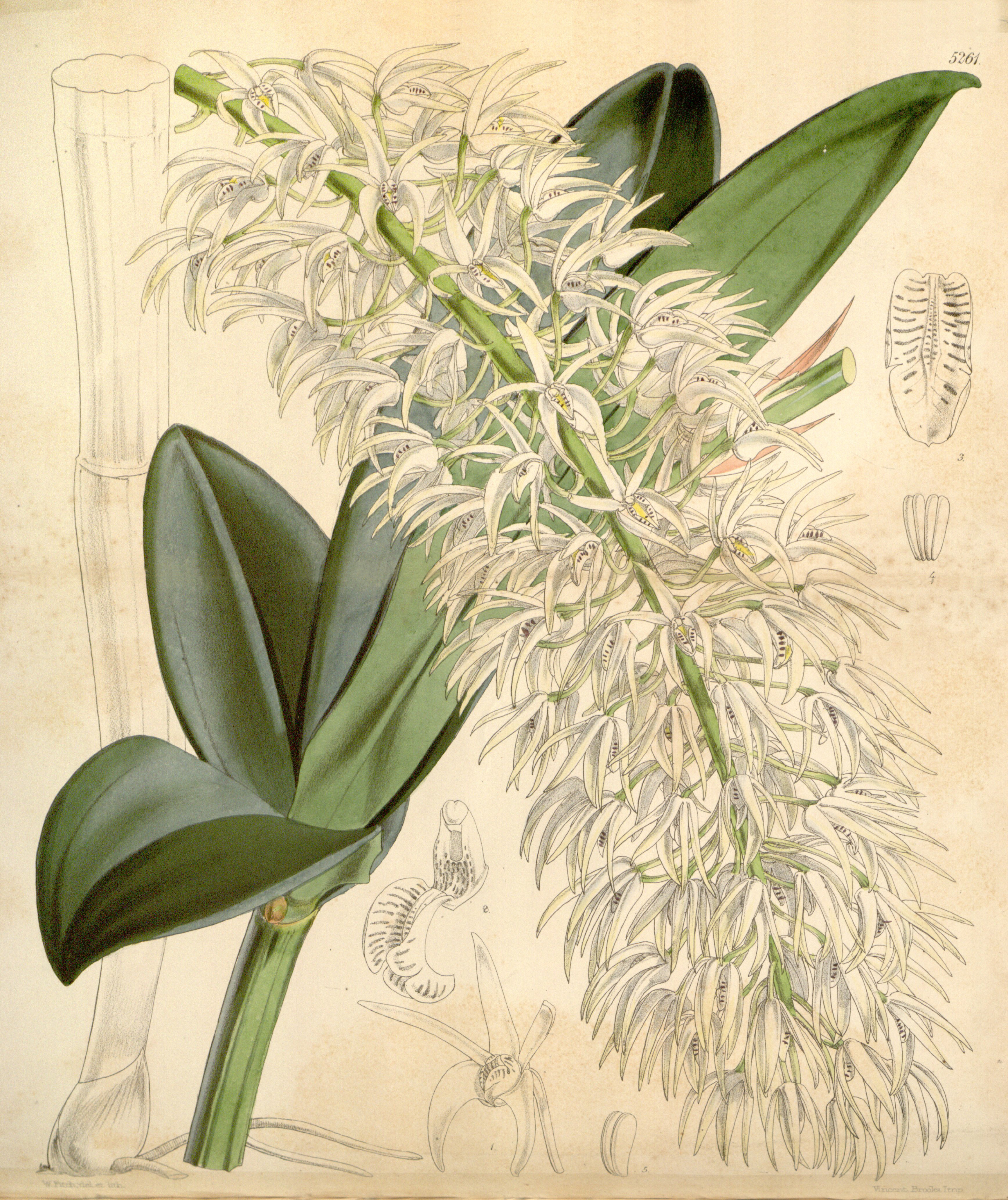